# Mosbytoppen
Mosbytoppen är två stycken bergstoppar på Bouvetön. De ligger på den västra sidan av ön. Den högsta är snötäckt och ligger 670 meter över havet, och 1,3 km öster Norvegiaudden. Topparna kartlades under Norvegia-expeditionerna åren 1927 och 1928 under kaptenen Harald Horntvedt. Bergstopparna uppkallades efter Håkon Mosby som var oceanograf och meteorolog, samt en av forskarna på expeditionen.